# Alon
Alon též Allon (hebrejsky: אַלּוֹן, doslova „Dub“, podle Jigala Alona, izraelského generála a politika) je izraelská osada a vesnice typu společná osada (jišuv kehilati) na Západním břehu Jordánu v distriktu Judea a Samaří a v Oblastní radě Mate Binjamin.

## Geografie
Nachází se v nadmořské výšce cca 250 metrů na severovýchodním okraji Judské pouště na svazích nad hlubokým kaňonem Nachal Prat (zvaným též Vádí Kelt). Alon leží na severovýchodním okraji aglomerace Jeruzalému, cca 13 kilometrů severovýchodně od jeho historického jádra a cca 60 kilometrů jihovýchodně od centra Tel Avivu.
Osada je na dopravní síť Západního břehu Jordánu napojena pomocí lokální silnice číslo 458 (součást takzvané Alonovy silnice), která vede jak k severu přes kaňon Nachal Prat a dál k izraelským osadám na východním okraji Samařska jako je Ma'ale Michmas, jednak k jihu, kde se jen cca 2 kilometry od Alon napojuje na dálnici číslo 1, která vede k západu okolo města Ma'ale Adumim až do centra Jeruzalému a k východu do oblasti okolo Mrtvého moře.
Je součástí souvislého bloku izraelských osad situovaných na Západním břehu Jordánu, východně od Jeruzalému (tzv. Guš Adumim). Do tohoto bloku se řadí dále město Ma'ale Adumim a menší sídla jako Kfar Adumim, Nofej Prat, Almon a Kedar. Tento blok sousedí severním, východním a jižním směrem s převážně neosídlenými oblastmi Judské pouště. Pouze na západě přímo navazuje na zastavěné území aglomerace Jeruzalému, včetně palestinských obcí, z nichž žádná ale neleží v bezprostřední blízkosti obce Alon. 10 kilometrů severovýchodním směrem se ovšem nachází palestinské město Jericho.

## Dějiny
Vznikla v dubnu 1990. Už koncem 80. let 20. století se skupina aktivistů z Jeruzalému, kteří se napojili na osadnickou osidlovací organizaci Amana, pokusila o založení nové osady severozápadně od Jeruzalému, nedaleko obce Nataf. Pokus 40 lidí z listopadu 1988 ale nebyl úspěšný a museli odejít. V roce 1990 si aktivisté vyhlédli kótu 256 nedaleko již existující osady Kfar Adumim. Vzhledem k tlaku tehdejšího amerického ministra zahraničních věcí Jamese Bakera na ukončení zakládání nových osad na Západním břehu Jordánu byla nová osada formálně ustavena jako součást Kfar Adumim. 25. dubna 1990 se na místě usadily první čtyři rodiny a tři další osoby. Prvotní zástavba sestávala z obytných karavanů, elektřinu zajišťoval generátor, chyběl vodovod i kanalizace. V červenci 1990 dorazili do nové osady zbylí členové zakladatelské skupiny. V roce 1992 čítala osada 20 rodin. Na jaře 1992 začala výstavba prvních 35 zděných domů. V březnu 1994 se do nich nastěhovaly první dvě rodiny, zbylé domy byly dokončeny během léta 1994. V současnosti obec sestává z 83 domů a 37 mobilních obytných buněk. První dvě fáze výstavby již jsou hotové a začíná se s fází C, v jejíž první etapě se postavilo 18 bytových jednotek, v druhé etapě se počítá s 10 byty, s veřejnými budovami a synagogou.
Výstavba Alon se řídí územním plánem schváleným v rámci osady Kfar Adumim, který počítá s kapacitou 300 bytových jednotek. Pro zbudování Alon byla přidělena část pozemků již existující obce Kfar Adumim, za jejíž součást je Alon stále oficiálně považováno, třebaže fakticky jde o samostatnou obec, se samostatným zastoupením v Oblastní radě Mate Binjamin. V obci funguje provizorní synagoga tvořená větším obytným karavanem, správní úřad, obchod se smíšeným zbožím a mateřská škola, v jejímž prvním patře je společenský sál pro kulturní a veřejné akce.
Podle plánů z počátku 21. století měl být Alon, spolu s dalšími osadami v bloku Guš Adumim okolo Ma'ale Adumim zahrnut do Izraelské bezpečnostní bariéry a oddělen od okolních palestinských sídel. Podle stavu k roku 2008 ale tato bariéra vyrostla pouze okolo vlastního Jeruzaléma a nikoliv v bloku okolo Ma'ale Adumim a její trasa v tomto úseku stále nebyla definitivně stanovena. Území v blízkosti Ma'ale Adumim je potenciální spojnicí mezi severní a jižní částí Západního břehu Jordánu, které může být strategicky významným koridorem v případě vzniku nezávislého palestinského státu na části tohoto území.

## Demografie
Obyvatelstvo Alon je v databázi rady Ješa popisováno jako smíšené, tedy složené ze sekulárních i nábožensky orientovaných Izraelců. Poměr sekulárních a náboženských obyvatel je zhruba 50 ku 50 %. V jednu dobu dokonce muselo být zastaveno přijímání nových nábožensky zaměřených obyvatel tak, aby se poměr mezi oběma skupinami podařilo zachovat. Přesné údaje o demografickém vývoji osady neexistují, protože z hlediska statistického šetření je Alon považován za pouhou součást osady Kfar Adumim. Databáze rady Ješa pro Alon uvádí 360 stálých obyvatel.